# 國立陽明交通大學科技法律學院
國立陽明交通大學科技法律學院是位於臺灣新竹的一所研究生法學院，隸屬於國立陽明交通大學。

## 背景
最初成立於1993年作為交大的「知識產權管理」課程，並於2000年成立為科技法律研究所（ITL）。 2015年，科技法律研究所自管理學院獨立，轉型升格為科技法律學院。2021年2月，隨國立陽明交通大學成立，更名為國立陽明交通大學科技法律學院。 該院設有碩士和博士學位課程，是一所研究生專業學院，專為具有學士或更高學位的學生提供法律培訓，並注重跨學科的法律教育環境。值得一提的是，陽交大科技法律學院是臺灣少數教授英美法系的法學院之一，同時也教授傳統的大陸法系。

### 學生
由於專注於跨學科需求的課程以及對知識產權法和美國普通法系統的強調，該學院的學生群體比臺灣大多數傳統法學院更多樣化。在臺灣，法學院通常授予法律學學士，並且研究所僅招考具法律學位者。陽交大科技法律學院除前者之外，也接受來自其領域學生，文、理、商、工、農背景者。並接受全日制和在職生，包括法律職業人士，如法官、檢察官、律師和法律顧問，尋求進一步學位或專業知識；以及具有技術背景者，包括工程師、公民營單位，很多來自新竹科學園區的企業，希望獲得法律專業知識。

### 師資
學院師資涵蓋多個學術領域的貢獻者。該學院擁有11名全職教師和一個多元化的兼職教師團隊，包括經驗豐富的法官、檢察官、律師和企業家。 共同為學生提供全面的學習機會。

## 出版物
- 《陽交大法學評論》是陽交大科技法律學院的旗艦期刊。[6] 該期刊專注於當代法律研究，強調法學與社會背景的對齊。此外，該期刊致力於提供跨學科對話的平台。

- Digital Law Asia是一個平台，匯集來自亞洲各地的學者、律師和法律專家，進行有關數字法律的學術討論和分析。[7] Digital Law Asia由一個5人編輯委員會監督，該委員會成員來自台灣三所不同的大學。[8] Digital Law Asia專注於發表短篇博客文章，接受500至2000字的投稿。[7] 除了文字內容，該平台還包括播客和視頻等多媒體元素。[7] 該平台由陽交大數字治理與法律創新中心及法學院共同創立。[9]

## 學術

### 聲譽
陽交大科技法律學院已成為台灣知識產權和科技法律研究的中心。陽交大科技法律學院主辦每年一度的「全國科技法律研討會」，吸引數百名學者、法律專業人士、商業管理者和政府官員討論從知識產權法到商業策略等廣泛議題。2023年，陽交大科技法律學院在《QS世界大學排名》中法律和法律研究學科排名全球第257位，並在台灣排名第三。

### 六大專業研究領域
陽交大科技法律學院主要有六個研究領域：知識產權法、商業法、企業治理和白領犯罪、性別平等、勞工權利和社會正義、生物技術和健康法、跨國法和國際協商、信息通信和競爭法。

### 研究中心
陽交大科技法律學院設有多個研究中心，進行研究並從事跨學科法律研究。 這些研究中心包括數字治理與法律創新中心、企業與創業中心、跨太平洋夥伴關係與跨國貿易法研究中心、金融監管與企業治理研究中心。這些中心的活動多種多樣，例如，數字治理與法律創新中心贊助了《Digital Law Asia》網站，該平台旨在匯集頂尖和新興的學者、從業者和專家，共同就亞洲數字法律相關問題進行學術討論和批判性分析。

## 國際合作
陽明交通大學科技法律學院與許多法學院保持合作關係，包括杜克大學、新加坡管理大學、威斯康辛大學麥迪遜分校法學院、納沙泰爾大學，以及印第安納大學。 這些合作包括短期交流會、學分互換計劃，甚至雙學位項目。陽明交通大學科技法律學院是國際法學院協會、亞洲法律研究所和亞洲法學院協會的成員。

## 線上課程
陽明交通大學科技法律學院早期採用線上課程，每學期常規開設，包括夏季學期。這些課程可以是完全異步的線上課程，也可以是帶有線上實時視頻組成部分的同步課程，還有一些是混合課程。

## 外部連結
- 陽明交通大學科技法律學院

24°47′08″N 120°59′55″E / 24.7856°N 120.9985°E